# Памятный знак похода против СССР
Памятный знак похода против СССР (словац. Památný odznak Za ťažení proti SSSR) — словацкая награда, учреждённая в 1943 году президентом Йозефом Тисо. Предназначалась для военнослужащих Вооружённых Сил Словакии и гражданских лиц.

## Критерии награждения
Существовало 3 класса награды:
- 1-й — для военнослужащих, участвовавших в боевых действиях за пределами Словакии в течение не менее 30 дней или числившихся в боевых подразделениях в составе полевых частей в течение указанного периода.
- 2-й — для военнослужащих действовавших за границами Словакии, но находившихся в частях, которые либо не участвовали в боевых действиях, либо не находились в полевых условиях в течение 30 дней.
- 3-й — для всех остальных военнослужащих либо гражданских лиц, которые в течение не менее трех месяцев содействовали восточной кампании службой на территории Словакии, или иным трудом в составе рабочего формирования Министерства обороны.

## Описание награды
Внутри венка из листьев оливы (в форме вытянутого овала) расположено изображение земного шара и восходящего Солнца, на фоне шести лучей которого находится направленный остриём вниз обоюдоострый меч, разбивающий символы большевизма — пятиконечную  звезду, а также серп и молот. На гарде меча изображён крест. Поверх меча находится каска с изображением словацкого двойного креста и надписью 22.VI.1941 в нижней части.
Знак 1-го класса полностью посеребреный; 2-го — серебряный венок, у меча полированный клинок; 3-го класса — бронзовый

## Правила ношения
Памятный знак носили на правой стороне груди.

## Известные награждённые
- Ян Режняк, словацкий лётчик-ас.